# Stena Europe
Lo Stena Europe è un traghetto appartenente alla compagnia di navigazione svedese Stena Line.

## Servizio
Varato il 15 ottobre 1980 nel cantiere navale Götaverken Arendal Ab di Göteborg con il nome di Kronprinsessan Victoria e consegnato il 10 aprile 1981 alla Sessan Linjen, prende servizio il 13 aprile nei collegamenti tra Göteborg e Frederikshavn.
Nello stesso anno, con l'acquisizione della compagnia armatrice da parte di Stena Line, passa sotto la gestione di quest'ultima.

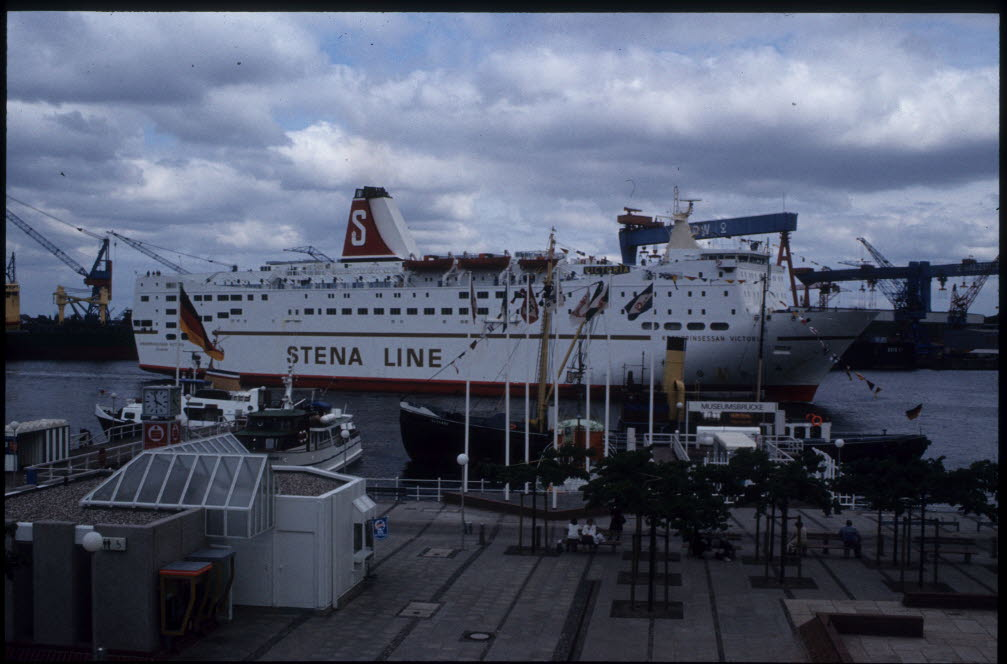
Lo Stena Europe a Kiel nel 1982.

Nel marzo del 1982 viene ritirato dal servizio attivo e trasformato in un hotel galleggiante a Göteborg.
Il 7 aprile 1984 torna in servizio nei collegamenti tra Göteborg e Kiel.
Nel periodo estivo opera giornalmente anche nei collegamenti tra Göteborg e Frederikshavn.
Nell'aprile del 1988 viene sottoposto ad intensi lavori di ristrutturazione, durante i quali vengono aggiunte numerose cabine e viene ribattezzato Stena Saga.
Il 17 maggio prende servizio nei collegamenti tra Oslo, Frederikshavn e Göteborg.
Il 28 febbraio 1994 viene trasferito nel cantiere navale olandese Niehuis & van den Berg, dove viene rimosso un ponte cabine.
Ribattezzato Stena Europe, il 4 marzo torna in servizio nei collegamenti tra Hoek van Holland ed Harwich.
Il 1º giugno 1997 termina il servizio sulla propria rotta ed il giorno successivo salpa da Harwich per Rotterdam, dove viene sottoposto a lavori di ristrutturazione.
Trasferito sotto le insegne della Lion Ferry, il 10 giugno viene ribattezzato Lion Europe e prende servizio nove giorni dopo nei collegamenti tra Karlskrona e Gdynia.
Il 1º gennaio 1998 viene ribattezzato Stena Europe, continuando ad operare sulla stessa rotta.
Il 20 gennaio 2002 termina il servizio sulla Karlskrona-Gdynia e salpa per i Cityvarvet di Göteborg, dove viene sottoposto a lavori di ristrutturazione.
Terminati i lavori, il 6 marzo salpa da Göteborg per Fishguard ed il 13 prende servizio nei collegamenti tra Fishguard e Rosslare in sostituzione del Koningin Beatrix.
Dal 1º all'11 giugno 2005 opera nei collegamenti tra Dublino e Holyhead.
Il giorno successivo torna in servizio sulla Fishguard-Rosslare.

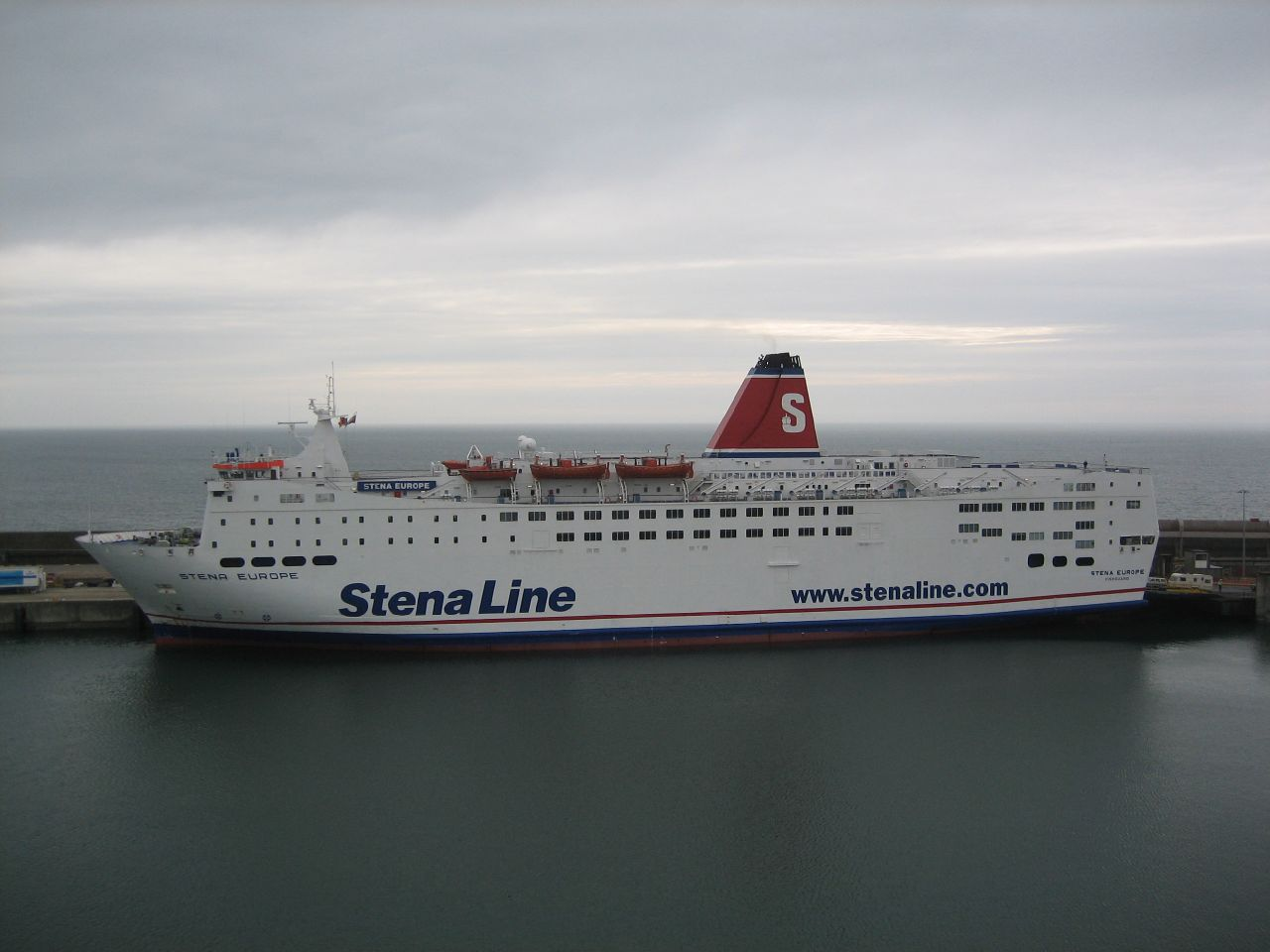
Lo Stena Europe ormeggiato a Rosslare nel 2006.

Dal 22 marzo al 5 settembre 2019 viene sottoposto a lavori di ristrutturazione in cantiere a Tuzla. 
Il 30 settembre torna regolarmente in servizio nei collegamenti tra Rosslare e Fishguard.
Dal 15 al 28 febbraio 2021 opera nei collegamenti tra Holyhead e Dublino. Il 2 marzo torna in servizio sulla propria rotta.
L'11 febbraio 2023, durante la navigazione verso Fishguard, scoppia un incendio nella sala macchine del traghetto, prontamente domato dell'equipaggio.
Successivamente viene trasferito in cantiere a Birkenhead e riparato.
Il 5 marzo torna regolarmente in servizio.
Nell'agosto del 2023 viene noleggiato all'Intershipping ed dal 19 agosto al 15 settembre opera nei collegamenti tra Algeciras e Tangeri Med.
Il giorno stesso viene disarmato nello scalo spagnolo.
Il 3 dicembre fa ritorno a Falmouth.
Dal 20 febbraio al 13 aprile 2024 opera nei collegamenti tra Rosslare e Fishguard.

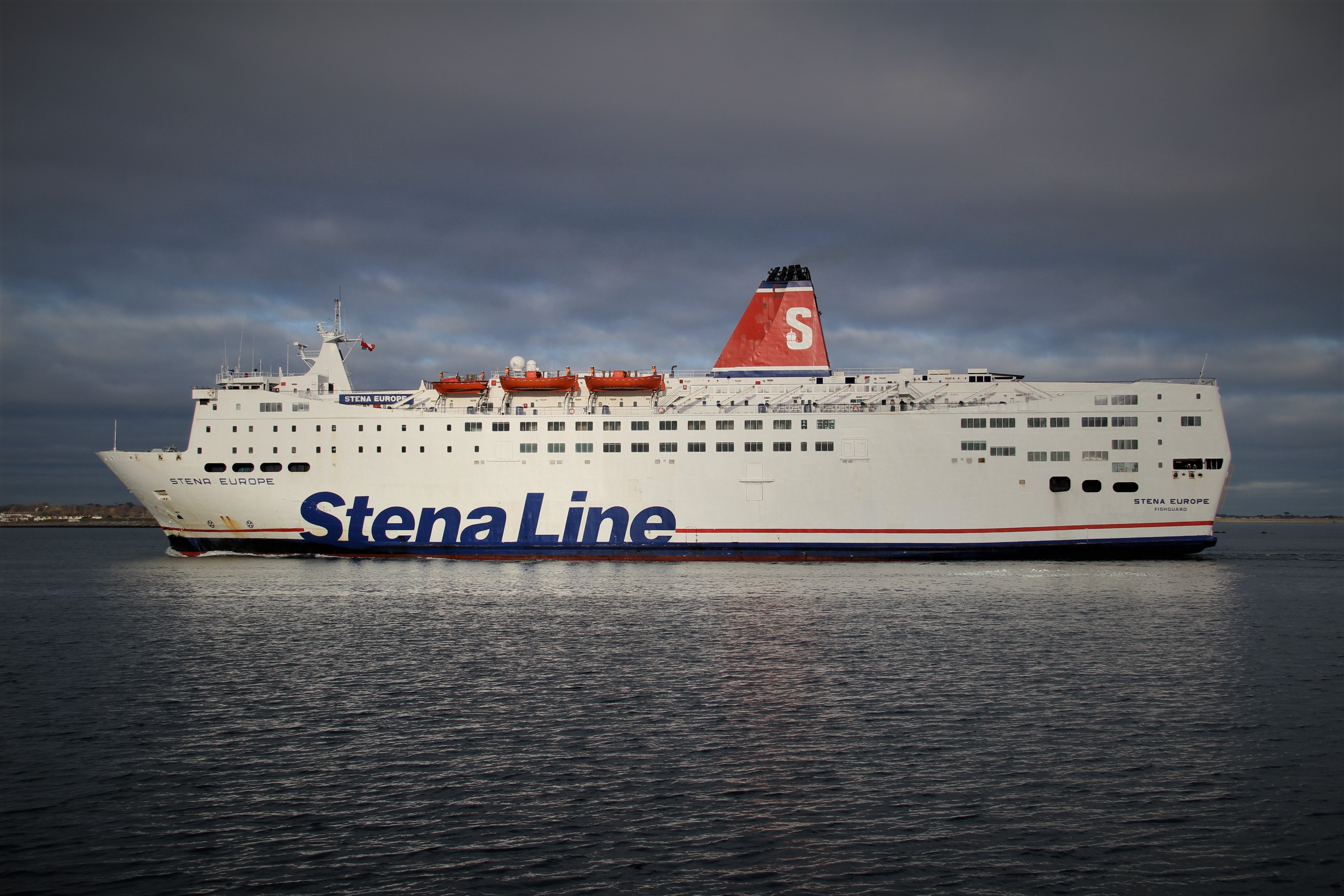
Lo Stena Europe a Dublino nel 2013.

Nell'aprile del 2024 viene noleggiato alla Africa Morocco Link ed il 20 maggio prende servizio sotto le insegne di quest'ultima nei collegamenti tra Algeciras e Tangeri Med.

## Navi gemelle
- Normandy (ex Stena Normandy)